# Diaphus basileusi
Diaphus basileusi és una espècie de peix de la família dels mictòfids i de l'ordre dels mictofiformes.

## Morfologia
- Els mascles poden assolir 13 cm de longitud total[3] i les femelles 16,4.
- Nombre de vèrtebres: 35.[4]

## Hàbitat
És un peix marí i d'aigües profundes que viu fins als 120 m de fondària.

## Distribució geogràfica
Es troba a l'oceà Índic occidental.